# サーフィン

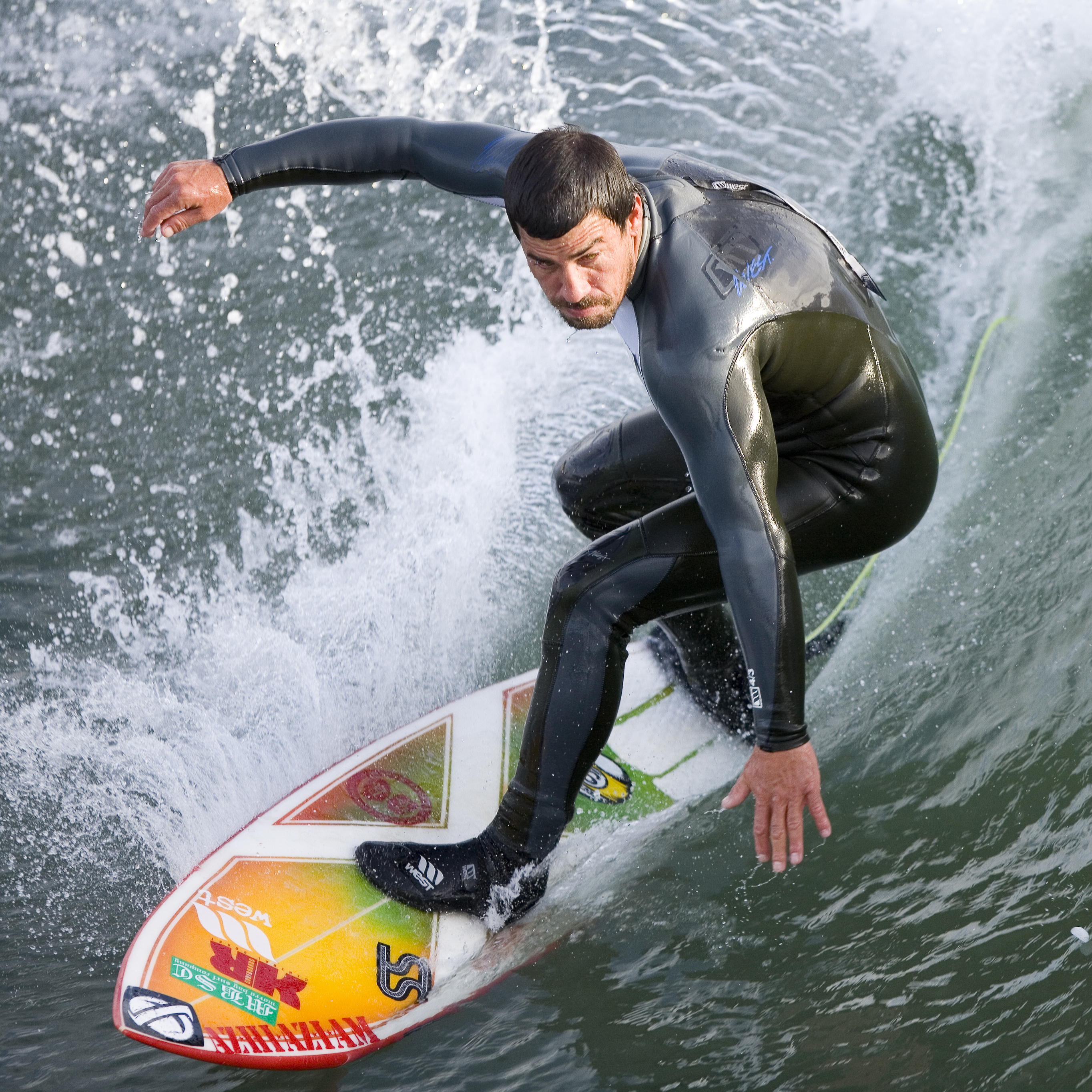
サーフィンをする男性

サーフィン（英: surfing, surfin'）は、ウォータースポーツの一つ。波乗り（なみのり）ともいう。サーフボードの上に立ち、波が形成する斜面を滑走する。
サーフィンをする人のことをサーファー（surfer）と言う。
海などで自然に発生する波だけでなく、人工造波装置を利用する場合もある（後述）。

## 起源
少なくとも、西暦400年頃にはサーフィンの原形のようなものが存在していたと考えられているが、はっきりとは分かっていない。南太平洋の島々に暮らし、航海術に優れた古代ポリネシア人が、漁の帰りにボートを用いて波に乗る術（サーフィング）を知り、そこから木製の板に乗る様になった、というのが最も有力な説とされている。
ポリネシアの海洋文化研究やホクレアの建造などの仕事で知られるベン・フィニーの研究によると、サーフィンは広くポリネシア全域に普及しており、東はイースター島、西はニューギニア、北はハワイ、南はニュージーランドに及んでいたとのことである。
古代ポリネシア民族については、決闘した勇者たちの話や、山の部族に嫁いだためにサーフィンができずに悲しんだ女性の話など、様々な話が伝わっている。さらに、サーフィンは古代ポリネシア民族の儀式にまで登場するなど、この文化の中心的存在にまで上り詰めていった。ハワイのカメハメハ大王もサーフィンを嗜（たしな）んでいたと言われている。
ヨーロッパ人で初めてサーフィンを目撃したのは、イギリス人の探検家ジェームス・クック船長だと言われている。クックは、タヒチとハワイでサーフィンを目撃し、そのことを航海日誌に書き残している。その後、これら島々にキリスト教宣教師たちなどヨーロッパ人が移り住むようになる。宣教師たちは、布教にあたってポリネシアの文化は野蛮であるとみなし、文明化を理由に彼らの文化の一部であったサーフィンを禁止し、さらにサーフボードを取り上げて焼いてしまった。こうして、ポリネシアにおけるサーフィンは近代において一度終焉（しゅうえん）を迎えた。
日本における起源については後述。太平洋戦争後の1950年代、在日米軍により日本にサーフィンが伝わったとされる前から波乗りをしていた人も多く、実際に板子乗りをしている戦前の写真も存在する 。
このように、水があれば泳がずに移動できる物を作ろうと思い舟ができたことや、雪と傾斜があれば「滑ってみよう！」と思いスキー（現代スキーは除く）が生まれたことからも、世界各地で自然発生的に起こったものであり、起源の断定は不可能とする説もある。

## 道具

### ボード

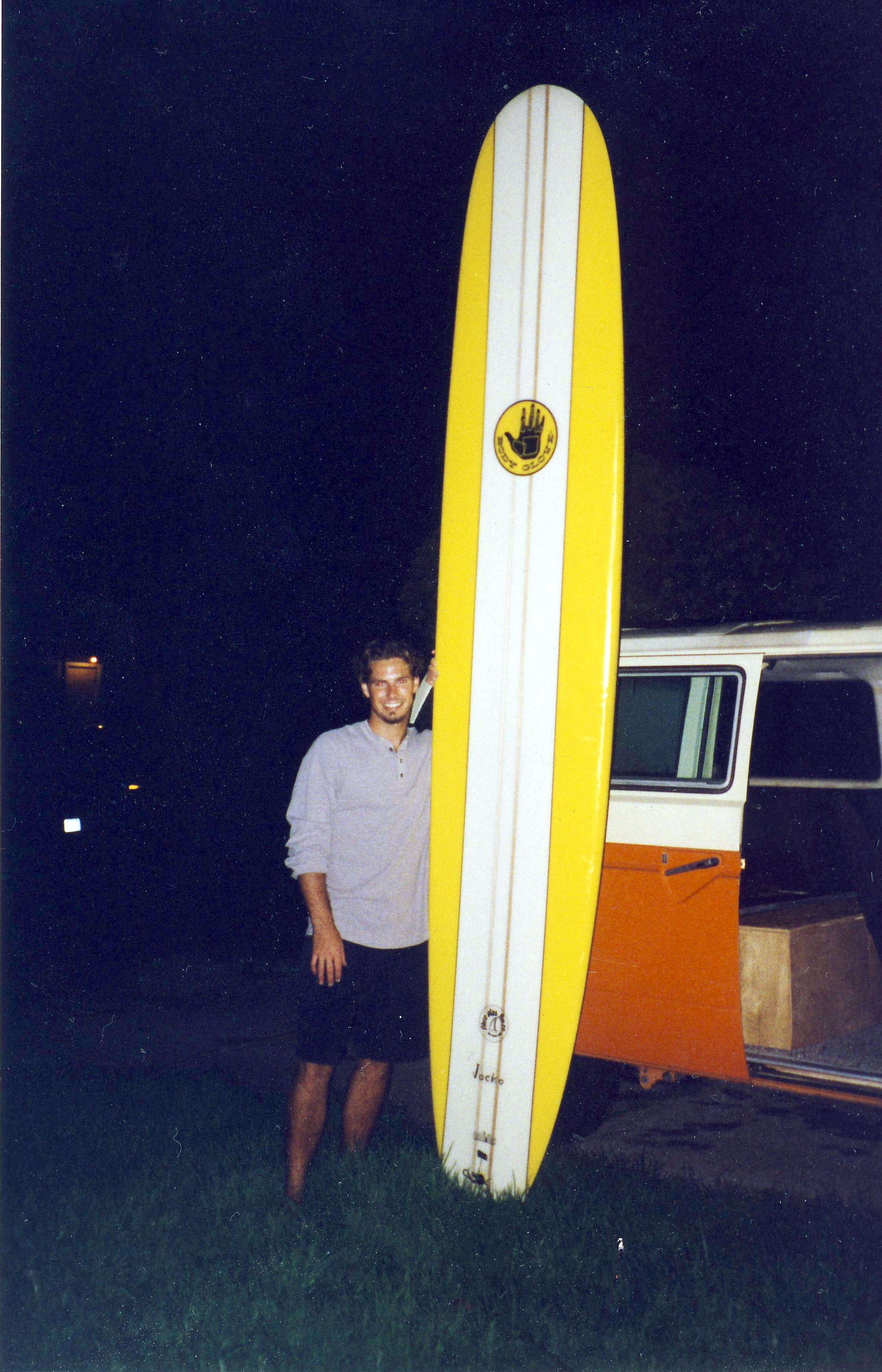
11フィートのロングボード

一般的には、9フィート（約274.3cm）以上のロングボードと、ショートボードに分かれている。長い間9フィート以上あったボードが短くなり始めたのは1968年のことで、その後わずか数年でどんどん短くなり、1971年には5〜6フィートの板が出てくる（元々は単にボードと呼ばれていたが、レトロニムとしてショートボードと区別するためにロングボードと呼ばれるようになった。）。
スタイルや用途によって、様々な長さ、形状の板が使われている。大波用のガンや、ショートボードでロングのような形状のエッグノーズボードなど。
ロングボードとショートボードの中間に位置するものがファンボードである。ファンボードは海外では「HYBRID BOARD」と呼ばれている。
発祥以来、木の板であったが、戦後から現在に至るまで、発泡ウレタンフォームをガラスクロスとポリエステル樹脂で包んだものが主流となった。
アメリカ合衆国の「クラークス・フォーム社」製のブランクス（大まかな外形と組成を指定できる基材）が、市場の大きなシェアを占めていたが、同社が21世紀初頭に突如倒産し、業界は一時的に大きな混乱に見舞われた。「クラークスのブルーで6'10のボックス・フラットボトムの…」などという共通認識に基づく大まかな指定が不可能になり、数十年に亘ったブランクス製造のノウハウや技術的な蓄積が突如失われたためである。しかし、このために新素材の開発研究などが進んだ（そうせざるを得なかった）という側面もある。
エポキシ樹脂（ポリスチレンなど）のフォームを使用したり、近年では、カーボンファイバーをエポキシ樹脂で包んだボードや、空洞ポリプロピレン（ハイドロフォーム）をカーボンファイバーで包んだ中空ボードなど、より強度のある軽いボードを作る試みもされているが、50年以上大きくは変わっていない。
通常は、シェイパーあるいはマシンによってブランクのフォームが削られる。長さ、幅、厚み、アウトライン、レール形状、ロッカー（ノーズとテールの傾斜）、テール形状で大きく性能が変わる。
サーフショップには、その地域に適したボードを置く傾向がある。そのような一般的なボードを乗りこなして行くうえで、自分の求めるところが明確になってくると、ショップや、あるいは直接シェイパーと相談し、ボードをオーダーするようになる。
オーダーボードはカラーリングやマーク／ロゴの配置なども指定でき、有名シェイパーのコメント（直筆で「自分の名前」宛に…など）を書き込んでもらうことも可能で、1種のステータスとなりうる。サーフィンをスノビズムの対極に置く認識から、このような状況を嫌い、あえて全くカラーリングやマークなどの無い真っ白なボード（既製品では在り得ない）をオーダーする場合もあるが、これもステータスの誇示となりうると指摘する向きもある。
モールドボードなどと呼ばれる金型を使用し、大量生産されるような製品もあるとされる。

### フィン
ボトムについているひれ状のもの。スケッグとも呼ぶ。誕生初期はフィンなど付いていなかったはずだが、安定性を求めて考案されるまでに長い時間は掛からなかったと言われている。時代を追って枚数が増していった。ケガ防止のため、エッジ部分のみがゴムでできているフィンもある。
- シングル（1本）フィン：1枚のフィンをボードの裏面の後方に垂直にやや後方に傾けて置く、最も基本的な形で安定性が強い。ロングでは今でもシングルを好む愛好者もいる。
- ツイン（2本）フィン：シングルから発展した物で、左右対称にボードの先端に向かいやや中央向きにフィンを先に向けて若干開いて置き、回転性を増した。
- ツイン・スタビライザー： 両サイドの2枚のフィンを底辺とする背の低い2等辺三角形のボード後方の頂点に小振りな3枚目のフィンを垂直に置き、シングルとツインの中庸を意図した形式。
- トライ（3本）フィン ：1980年代後半にサイモン・アンダーソンが開発したスラスター（しっかりしたターンで加速できる特性から）システム＝が登場し、日本では1990年代から2009年頃まで主流であった。スラスターフィンと言う品名はサイモンが商標登録をしている。2015年時点でもショートボードでは利用率が高い。
- クアッド（4本）フィン：日本では2000年代中盤から使用者が目立つようになる。キールフィン（手前が前向き）

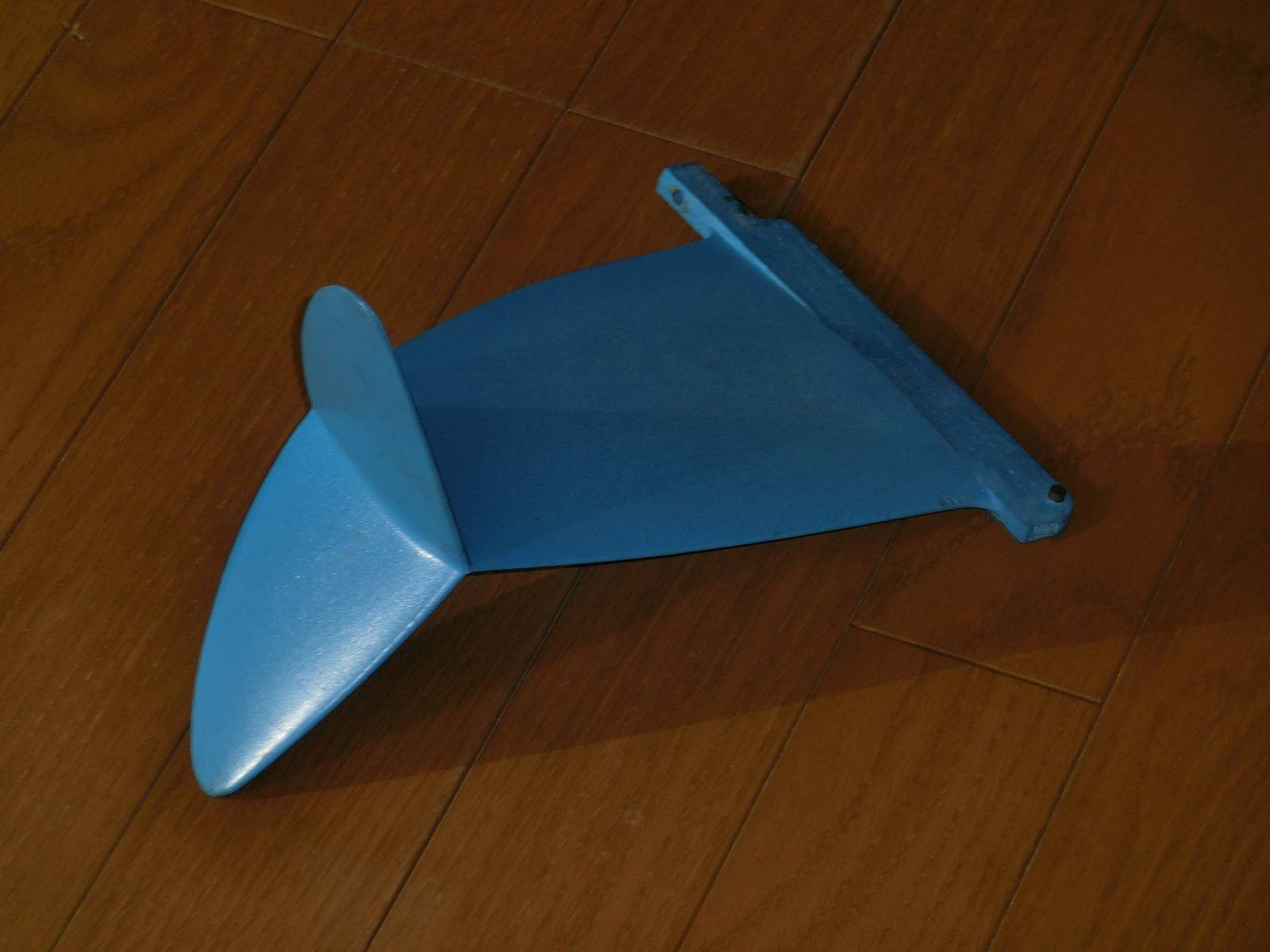
キールフィン（手前が前向き）

- クイント（5本）フィン：2015年時点、オーダー品を除く新品の板では5本フィンが多い。
- セクスト（6本）フィン
- キールフィン:船舶のキールと同様に、シングルフィンの先端に放射状の2枚のフィンを持つ。マルチフィンが完全に普及する以前に、シングルフィンの安定性が強すぎる傾向に対抗する方法として1980年代に一時的に脚光を浴びた。

#### 固定方式
従来はグラスオンフィンと呼ばれる固定型（ボードと一体）であったが、1964年にモーリー・ポップが考案した交換できるFCS（Fin Control Systems）やフューチャーフィンなどのシステムが開発され、2000年代初頭では取り外しできるタイプが流通の半分以上を占めるようになった。理由は修理・交換が容易になったことに加え、移動時の損傷防止も挙げられる他、5本以上のポートがあるボードでは、マルチ・フィンとして2本、3本、4本などと枚数や種類・大きさを自由に変えることができるようになったためである。

### 滑り止め
- ワックス

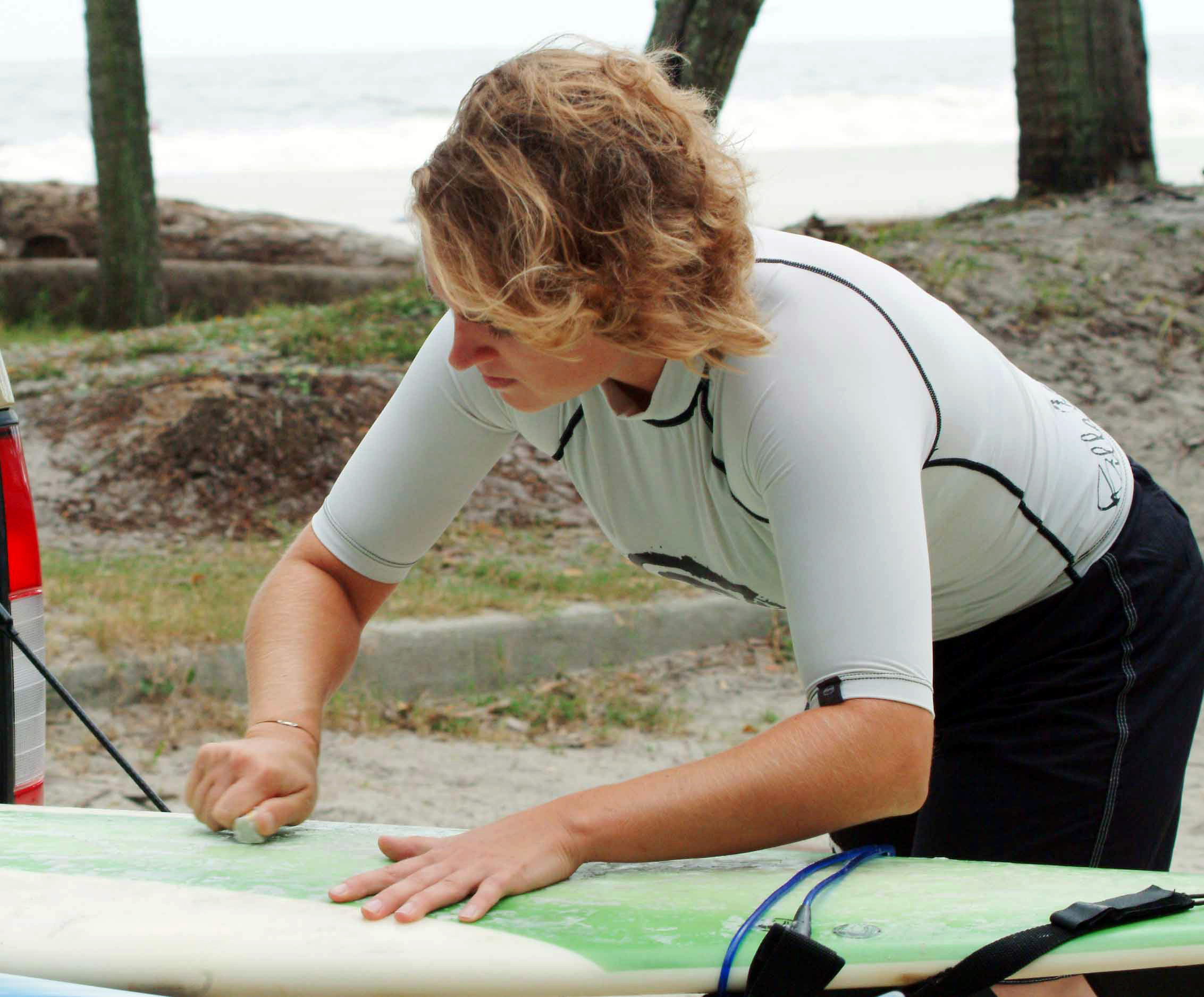
サーフボードにワックスをかけるキンバリー・トンプソン元アメリカ海兵隊伍長

デッキに塗布する滑り止め。水温などによって硬さ違いの種類や、ベースコート、トップコートなどがある。
- デッキパッド

デッキに貼る硬質スポンジ状の滑り止め。ボードを方向転換させる際やドルフィンスルーの時にボードを蹴り込むことも容易になる。
ショートボードでは前足がワックス、後ろ足がパッドの組み合わせが好まれる傾向にあるが、両足ともワックスあるいはパッドという組み合わせもある。ロングボードではワックスが好まれるが、パッドもある。なお、ワックスの代わりに、クリアデッキなど滑り止めシートも開発されている。

### 流れ止め
サーフボードと体を結ぶ紐状のもの。リーシュコード、パワーコードなどと呼ぶ。ショートボード用とロングボード用があり、さらに、目的によって長さや太さなどに違いがある。
普及したのは比較的最近（1970年代以後）のこと。それ以前は、板が流されてしまえば波乗りは出来なくなり、流された板を取りに行かざるをえず、失くしてしまうこともあった。コードを手繰りさえすれば板を回収できるため、ワイプアウトを恐れず思い切ったマニューバーを志向する傾向が強くなった。たかが1本のヒモだが、波乗りの可能性を大きく拡げたと言える。ワイプアウトを恐れないことを、ワイプアウトを安易に受け入れることと解釈し「リーシュを使うと波乗りが荒くなる」と使用を嫌うオールドタイマーも少数ながら存在した。
巨大な波や力のある波では、ワイプアウトした際に激しい水流を受け空中にとんだサーフボードが伸び切ったパワーコードの張力により引っ張られ、サーフボードが自分に向かって高速で飛んで来るという非常に危険な状況も有り得るため、巨大な波に乗る場合にはあえて使用しない上級者もいる。

### 波情報
サーフィンをするには欠かすことができない波の情報は、1990年代初頭まではサーフショップに貼りだされる天気図を基にした予想図や、ベテランからの助言や自分の予測しかなかった。
しかし、1990年代前半に日本ではNTTのダイヤルQ2を利用して波の情報をサーファーに提供する業者が複数登場。通話料金を気にしながら、自分の行ける範囲のポイントの情報を聞くまで他所の情報まで聞かなくてはならなかったが、それまで知り得なかった情報が入るようになったため、「休みを取って、車で1時間掛けて海に行ったのに、フラットだった」というようなことは無くなった。
2000年頃、携帯電話でインターネットWEBサイトが見られるようになった人が増え始めてからは、携帯電話での波情報業者ホームページ（HP）に依る情報入手が主流である。その日の天気、波の大きさ、風の向き、どれだけサーフィンを楽しめるか、今後の波の予想などが提供されており、一日に何度も情報が更新される。
また、2010年頃からの急激な利用者数の増加が見られるSNS（ソーシャル・ネットワーキング・サービス）においても、「サーフィン特化型・SNSサイト」が公開されている。従来の「サーフィン情報提供型WEBサイト」と「サーフィン特化型ネットワーキングサイト」を併用した波情報の取得が広まりつつある。サーファー同士がサーフィンに関する「情報の共有」を手軽に全国規模で行うことが可能となった為、従来の情報提供サービスの利用に加え、サーファー個々の持つ「コミュニティー」や「ネットワーク」を活用した情報収集による「ピンポイント」且つ「リアルタイム」な波情報の入手方法も広がりを見せている。

## 技術と用語

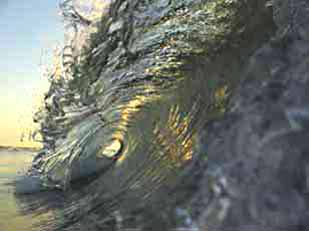
チューブを巻く波。「グリーン・ルーム」とも呼ばれるサーファーの天国。

- パドル：手で漕いで進むこと。通常はうつ伏せで行うが、ロングボードでは正座で行うニーパドルなどもある。
- ゲットアウト：パドルして沖に出ること。
  - プッシングスルー：ゲットアウト時、腕立て伏せの要領でボードを沈め、ボードと体の間に波を通して抜けること。
  - ドルフィンスルー/ダックダイブ：ゲットアウト時、腕立て伏せの要領でボードごと体を沈め、波の下を潜り抜けること。
  - スクートン・シュート：ゲットアウト時、ボードの後方に重心を置きテールを沈め、スープが当たった瞬間にノーズ方向へ重心を移して波を抜けること。基本的にはロングボードで行う。
  - ローリングスルー：ゲットアウト時、半回転してボードを引き寄せて沈め、波の下を潜り抜けること。基本的にはロングボードで行う。
- テイクオフ：波に乗ること。通常はパドルでスピードをつけて乗る。
  - ノーパドルテイクオフ/刺し乗り：ボードを沈めた反動を使ってテイクオフすること。
  - レイトテイクオフ：波が崩れる直前でテイクオフすること。
  - リバーステイクオフ/スケッグファースト：テールからテイクオフし、ボードを半回転させ、通常のライディング体勢にすること。
  - トゥイン：水上オートバイに引っ張ってもらうテイクオフ。
- フェイドターン：わざと崩れる方向とは逆にテイクオフし、立ち上がったら崩れる方向に進むこと。
- アップス・アンド・ダウンズ：波の斜面を上下に動いてスピードをつけること。
- ウォーキング：ロングボードで、ボード上を歩くこと。すり足で歩くシャッフルや、足を交差させて歩くクロスステップがある。体重移動を行い、スピードを調節するのが目的。元の位置に戻るのはステップバック。
- ノーズライディング：ロングボードで、ノーズ（ボードの前方1/3）に乗ること。ノーズ先端に足の指5本をかけるハングファイブ、10本をかけるハングテン、かかとをかけるヒールオーバーがある。パフォーマンス的な要素もあるが、元々は体重移動を行い、スピードを調節するのが目的。
- トリミング：ライディングのリズムやポジションをコントロールするターンのこと。
- ボトムターン：波の斜面のボトム（下）部分でターンすること。
- トップターン：波の斜面のトップ（上）部分でターンすること。
  - テールスライド：トップターンのときにボードのテールを押し出してスライドさせること。
  - オフザトップ：波の上部の崩れそうな部分で勢いよくボードの角度を変えること。
    - オフザリップ/リッピング：波のリップにサーフボードを当ててターンすること。

  - ローラーコースター：波のスープにボードを当て込むように乗り上げ、スープと一緒に降りてくること。
- レイバック：波のトップなどでターンをする際に、海面に背中がつくようなほど体を倒し傾け、仰向け状態になりながらターンを行うこと。
- カットバック：波のパワーのない部分まで出すぎてしまったときに、方向転換してパワーのある部分へ戻ること。
  - ラウンドハウスカットバック：回転半径の大きな弧を描くカットバック。
- リエントリー：波の外に一度外れてから戻ってくること。
  - フローター：スープやリップを乗り越えてライディングすること。
- スリーシックスティー：水平方向に360度回転すること。
- エアリアル：空中に飛び出し、再び着水すること。
- プルアウト：波から降りること。意思に反して落ちてしまうのはワイプアウト。
  - アイランドプルアウト：チューブやダンパーで、トップに向かってプルアウトができない時に、ボードごと波の壁に身体を突っ込んで行うプルアウト。
  - ベイルアウト：ボードから降りること。

## 各地

### ハワイ

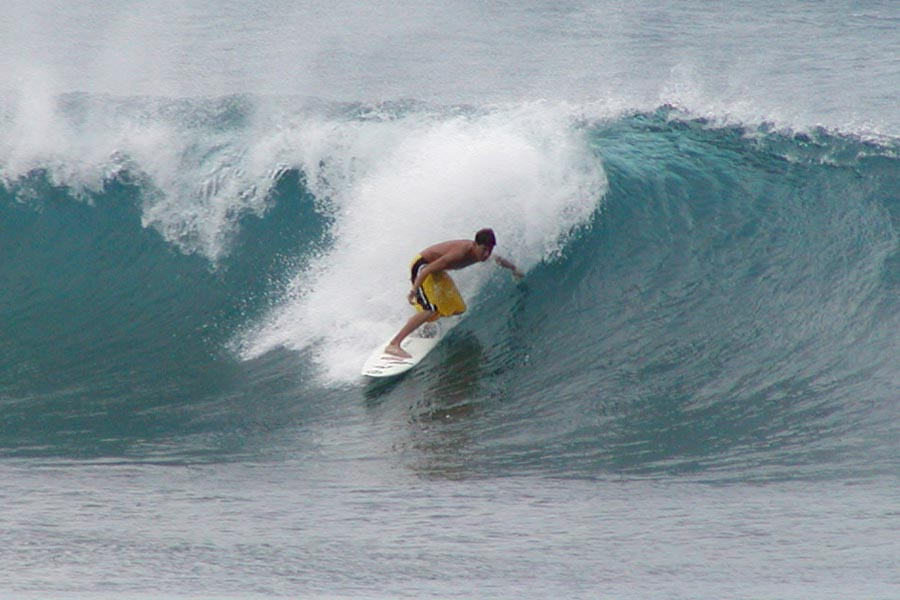
ハワイのノースショアでのサーフィン

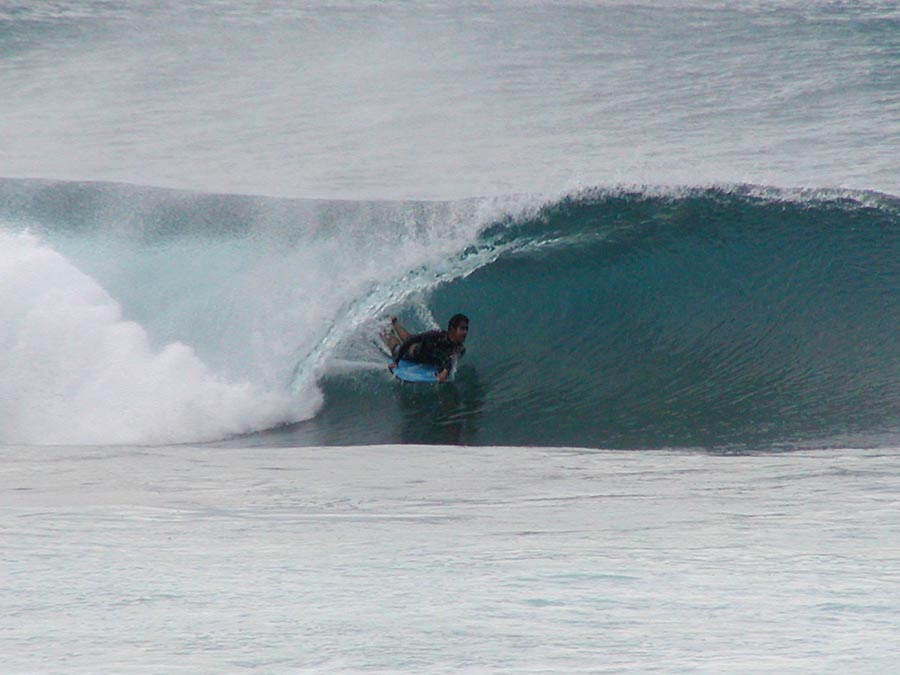
ノースショアのチューブライディングは世界最高峰といわれる

アリューシャン列島付近の低気圧によって発生した波が、北太平洋の何の障壁もない海を渡ってハワイ諸島へやってくるため、この海域はサーフィンに適している。サーフィンはハワイの先住民が元々広く愛好していた遊びであった。キリスト教の受容とともに一時期は抑圧されていたものの、水泳のオリンピック選手として4大会出場で合計6つのオリンピックメダルを獲得した先住ハワイ人の英雄デューク・カハナモクがサーフィンを愛好していたことで、サーフィンは復権した。
1960年代に入ると、「楽園ハワイ」を前面に押し出した映画がハリウッドで大量に制作され、サーフィンはマリンスポーツとして市民権を得る。1960年代末からは、オアフ島のノースショア（北側海岸。モクレイア、ワイアルア、ハレイワ、ワイメア、ププケア、サンセット）を舞台にした、ビッグウェーヴ・サーフィンが全盛となり、「GUN」と呼ばれる、ビッグウェーヴ専用のロングボードが普及した。また、この頃からデューク・カハナモクを記念したサーフィン大会「デューク・カハナモク・インヴィテーショナル」が開催されるようになり、トップサーファーに注目が集まりだす。
1970年代半ば頃からはショートボードが普及し、ビッグウェーヴ・サーフィンやロングボードは下火となる。しかし、1980年代以降、エディ・アイカウを記念したクイックシルバー・イン・メモリー・オブ・エディ・アイカウ大会によるビッグウェーヴ・サーフィンの再評価や、バッファロー・ケアウラナらによるロングボードの再評価の動きが活発化し、現在ではこれらのスタイルも確固とした地位を得ている。
また、1990年代には、レイアード・ハミルトンらによってトウイン・サーフィンが考案され、マウイ島沖のスポット「ジョーズ」に注目が集まる。
2000年代にはカウアイ島出身のアンディ・アイアンズがASP（Association of Surfing Professionals）のWSL
（World Championship Tour）ツアーで大活躍し、ハワイのサーファーのレベルを改めて知らしめた。現在でもWSLツアーのファイナルはハワイ・ラウンドは、ビラボンパイププロである。

### カリフォルニア

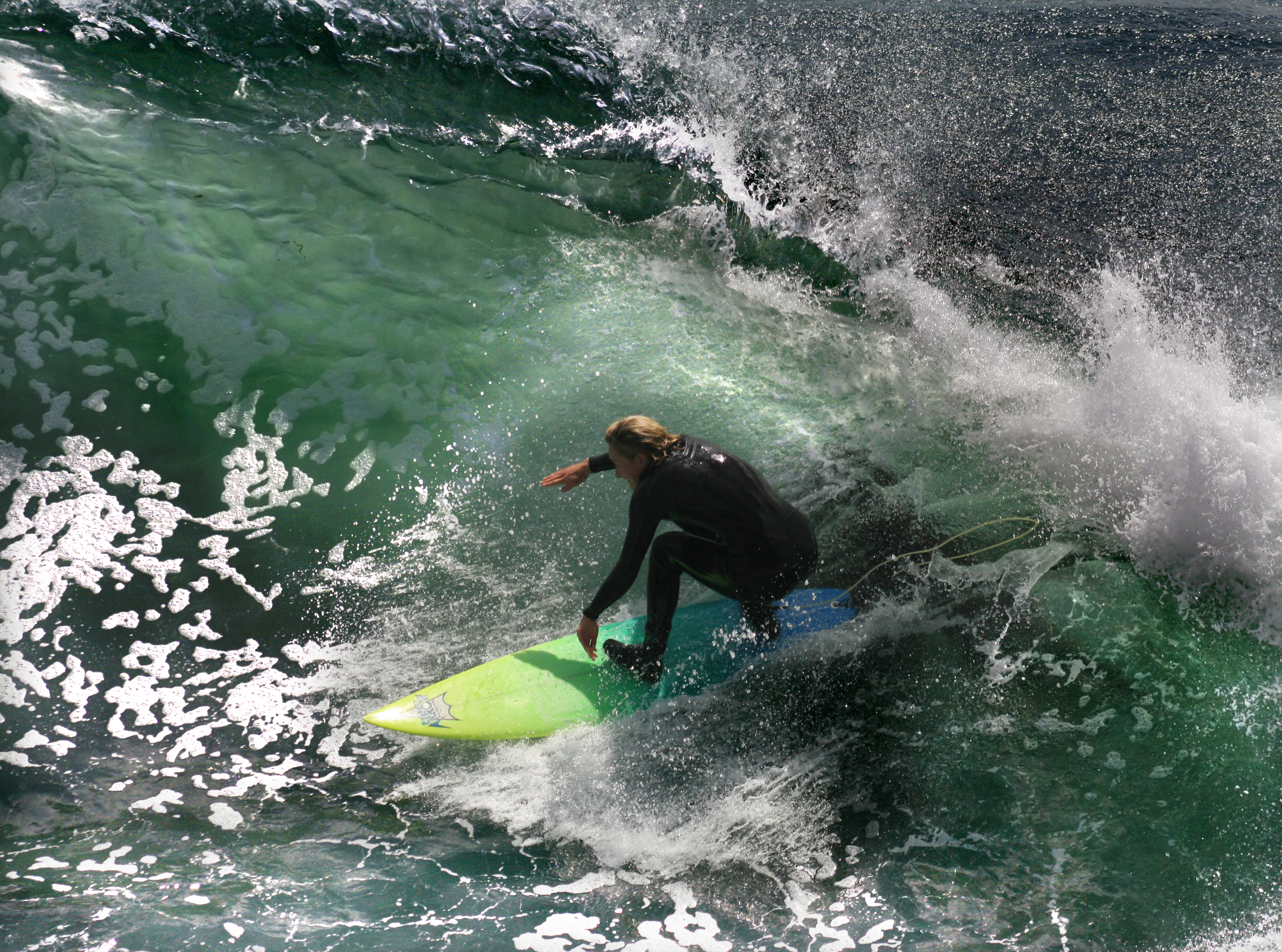
カリフォルニア州中部サンタクルーズ周辺は人気スポットだが、周辺の海水温は年平均14℃であるためウェットスーツ着用が必要となる。

アメリカ人のハワイ進出の影響から、太平洋を挟んでハワイに向き合うカリフォルニア州にサーフィンが伝播された。ハワイ諸島へ来る波と発生地を同じくする。「マーヴェリックス」と呼ばれるビッグウェーヴ・サーフィンのポイントも有名である。現在のサーフィンカルチャーをリードしているのはカリフォルニアである。数多くのサーフィンインダストリーやサーフィン雑誌なども本拠地をカリフォルニアに置いており、数々のカリスマサーファーを輩出してきた。また、サーフミュージックで有名なビーチ・ボーイズもここが本拠である。

### オーストラリア
オーストラリアは長大な海岸を持ち、サーフィンの盛んな国である。1970年代半ばにはショートボードを用いて細かくターンする技術がウェイン・バーソロミュー（後のASP会長）らによって創始され、ショートボードの興隆に大きく貢献した。現在もミック・ファニング、タジ・バロウ、ジョエル・パーキンソンらWCTのトップサーファーを数多く輩出する、サーフィンの先進地域の一つである。

### 日本
江戸時代の文献に、出羽国庄内藩領の湯野浜において、子供達が波乗りをしている様子を綴った記述や、「瀬のし」と呼ばれる一枚板での波乗りが行われたという記録が残っている。すなわち、湯野浜がある現在の山形県庄内地方が日本の波乗りの文献的な発祥の地と見なせる。
現在の形式の日本でのサーフィンの発祥の地は、神奈川県藤沢市鵠沼海岸から茅ヶ崎市一帯、鎌倉市（いわゆる湘南海岸）、千葉県の外房地方（鴨川市、現いすみ市の岬町太東ビーチなど）と言われており、太平洋戦争後に日本へ駐留した米兵がそれらのビーチでサーフィンをしたのがきっかけという説がある。1966年7月11日に第1回全日本サーフィン大会が千葉県鴨川市の鴨川海岸で開催されている。1982年からは日本プロサーフィン連盟（JPSA）によるプロ大会「JPSAサーキット」（現在のJPSAツアーの前身）も行われている。
各地でサーフショップなどが開店したことで、多くの用具を容易に取り揃えられるに至っている。また、サーフスポット近隣のコンビニエンスストアなどでは、ワックスなどの消耗品を扱う店も増えている。
2020年東京オリンピックではサーフィンが正式競技として採用され、千葉県一宮町の釣ヶ崎海岸（志田下ポイント）を競技会場として開催された。

## 主な大会
波がないとサーフィンは出来ないため、大会の開催日程に特徴がある。ある程度大きな波がコンスタントにあるサーフスポットで大会を開催する場合は、事前に開催日が決まっていることが多い。さらに、適した波がある日を選ぶ目的や悪天候の場合を想定して、1日から数日程度の予備日を設ける場合もある。
対して、あまり大きな波がコンスタントに来ないサーフスポットでの開催や、年に数日程度の大波での技術を争うような場合は、「ウェイティング」と呼ばれる開催方式が取られる。「ウェイティング」方式では、事前に決定しているのは開催場所と大会開催の可能性がある期間であり、その期間は、1週間から数ヶ月、場合によっては1年に及ぶ。その期間中、出場者は大会開催を待つ（ウェイティング）。開催が決定されると主催者から出場者に連絡が入り、急きょ開催される。波が小さい湘南海岸では、このウェイティング方式がとられることが多い。
毎年開催通知があるものの、前回、1989年の開催から2013年まで24年も開催が中止された「稲村クラシック」などは、日本の波乗り事情を象徴している。
また、用いる道具の違いから、ショートボードとロングボードの大会が存在し、それぞれ男女とジュニアの大会に分かれる。ジュニア以外について以下に記載。

### ショートボード
Championship Tour (CT)
ワールドサーフィンリーグ(WSL)によるプロサーファー世界一（男女）を決めるツアー。1試合の賞金総額は、男子30万ドル、女子8万ドル（1試合のみ10万ドル）。
World Qualifying Series (WQS)
世界ツアー出場権を得るための大会（ポイントランキング制）。出場者レベルの予測と賞金総額とから、6から1の "star" に種別され、"star" の数が多いほどレベル・賞金総額・ポイント付与が大きい。1試合の賞金総額は、男子の6starが12.5万ドル、5starが10万ドル、4starが7.5万ドル、3starが5万ドル、2starが2.5万ドル、1starが1万ドルで、女子の6starが3万ドル、5starが2.5万ドル、4starが2万ドル、3starが1.5万ドル、2starが1万ドル、1starが0.5万ドル。日本では男子のみ3戦ほど開催される。
Japan Pro Surfing Tour
日本プロサーフィン連盟によるショートボードのプロサーファー日本一（男女）を決めるツアー。最終戦はツアーの中で最も歴史と権威のある "All Japan Pro" との名称が付き、例年、ツアー最高の賞金総額をかけて戦っている。ただし、天候不良などで延期になった試合が出ると、"All Japan Pro" が最終戦ではなくなる年もある。

### ロングボード
World Longboard Championship (WLC)
世界プロサーフィン連盟(ASP)主催のロングボードのツアーは、協賛する企業が少ないため、ショートボード並みの賞金を出すことができず、現在は未整備。ロングボードのプロサーファー世界一を決める試合は、年間男女1試合ずつ（賞金総額は男子が5万ドル、女子が3万ドル）。
World Longboard Tour (WLT)
ショートボードで言うWQSの "star" に準じ、賞金総額などで大会のレベル分けをしている。6starレベルは女子1試合、5と4starはなく、3starレベルは女子1試合、2starレベルは男子2試合、1starレベルは男女4試合ずつある。日本では1試合が開催予定。
Japan Pro Surfing Tour
日本プロサーフィン連盟によるロングボードのプロサーファー日本一（男女）を決めるツアー。うち、"All Japan Pro" との名称がついた大会は、ツアーの中で最も歴史と権威のあるものとされる。

## 自然波以外によるサーフィン

### ウェイクサーフィン
「ウェイクサーフィン」は、ボートなどが起こした航跡波（wake）に乗る。内陸の湖沼などでも楽しめ、海でも「波待ち」の必要がない利点がある。

### ウェイブプール
人工波を起こし、市街地など内陸部でサーフィンを体験できる大型プールもある。

## 音楽
ビーチ・ボーイズをはじめ、浜辺でのサーファー御用達のバンドや曲が存在する。
- The Astronauts
- ビーチ・ボーイズ
- Bruce & Terry
- The Chantays
- ディック・デイル
- ジャン&ディーン
- マーケッツ
- ロニー＆デイトナズ
- ルーターズ
- Tボーンズ